# Trigonisca ceophloei
Trigonisca ceophloei (лат.) — вид безжальных пчёл из трибы Meliponini семейства Apidae. Не используют жало при защите. Хотя жало у них сохранилось, но в сильно редуцированном виде. Вид был впервые описан в 1938 году американским энтомологом Г. Ф. Шварцем (1883—1960) по необычным типовым материалам, собранным из желудка дятла.

## Распространение
Неотропика: Бразилия (Amazonas), Гайана (Cuyuni-Mazaruni).

## Описание
Отмечено хищничество дятлов Ceophloeus lineatus (Picidae), по имени которого и дано видовое имя пчелы Trigonisca ceophloei. Впервые вид был описан в 1938 году под именем Trigona ceophloei.